# Scuola elementare Alda Costa
Die Scuola elementare  „Alda Costa“ ist ein Gebäude aus dem 20. Jahrhundert, das sich in Ferrara in der Via Gaetano Previati, Hausnummer 31, befindet.

## Geschichte

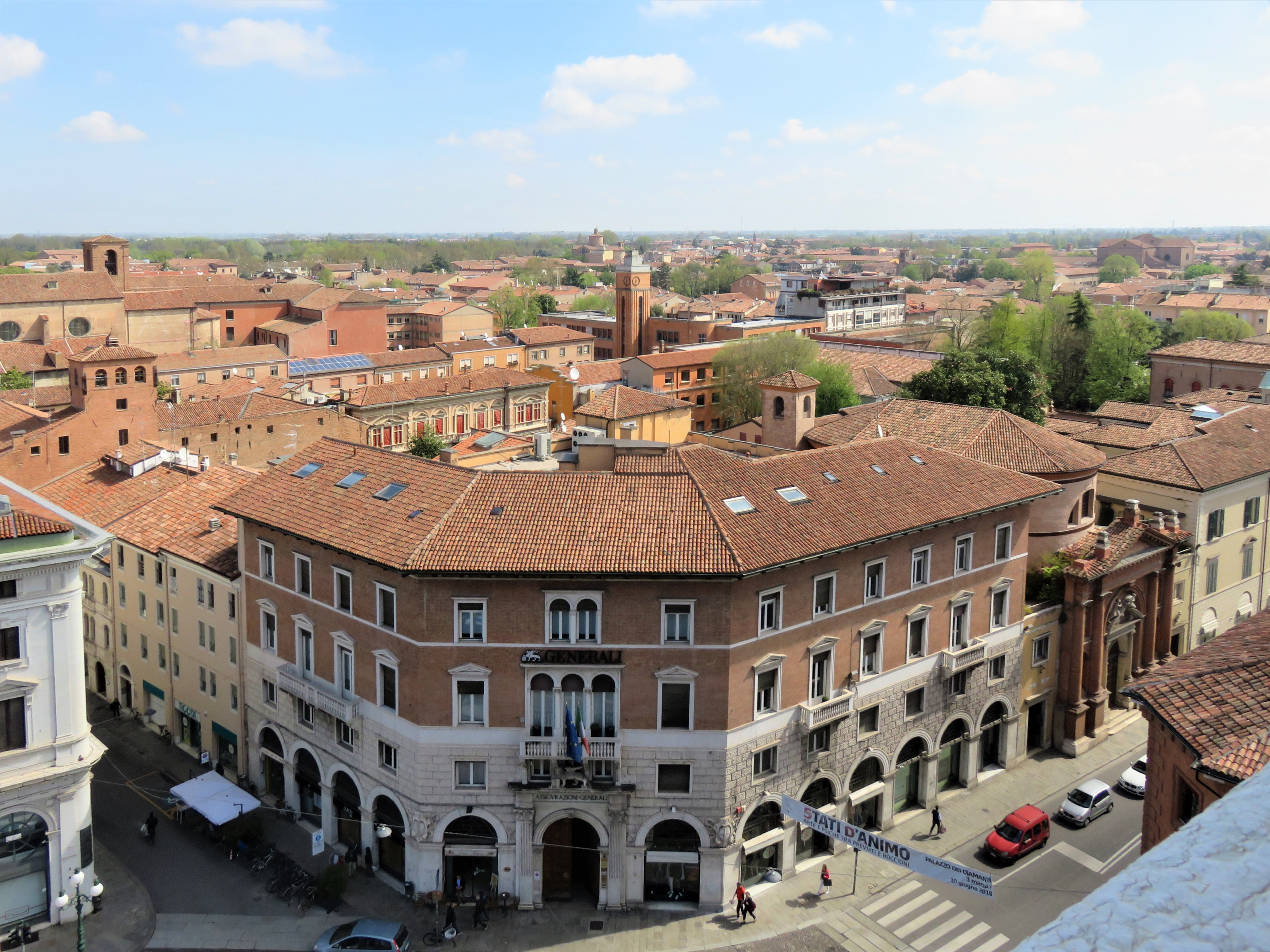
Im Vordergrund der Palazzo delle Assicurazioni Generali vom Torre dei Leoni des Castello Estense aus. Im Hintergrund das ehemalige Sant’Anna-Gelände mit dem Turm der Schule Alda Costa.

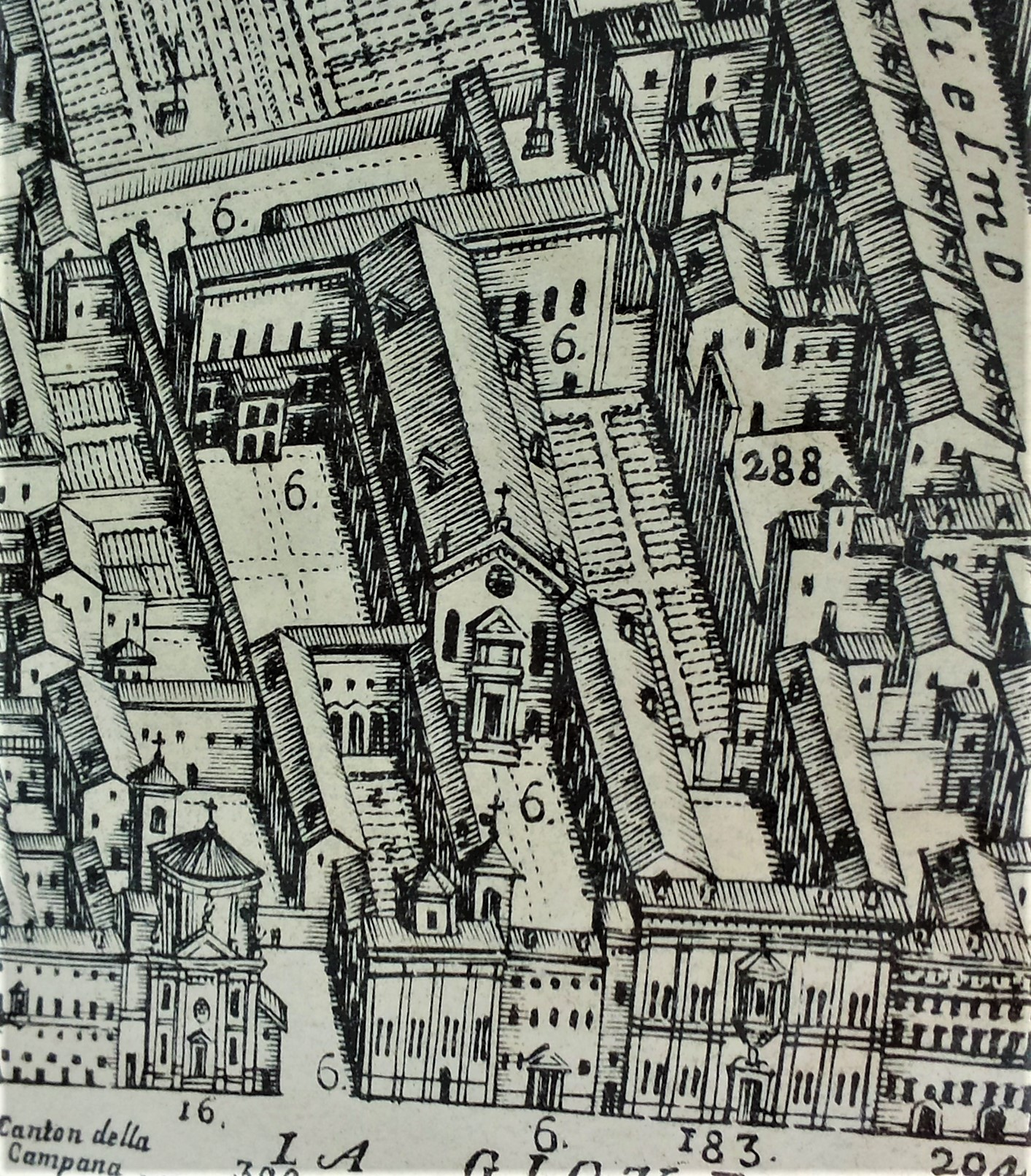
Bereich des Ospedale Sant’Anna in Ferrara auf einem Stich von Andrea Bolzoni aus dem Jahr 1747

Das vom städtischen Ingenieur Carlo Savonuzzi entworfene Gebäude wurde zwischen 1932 und 1933 an der Stelle errichtet, an der sich einige Jahre zuvor das städtische Krankenhaus befand, das 1927 an seinen neuen Standort am Corso della Giovecca verlegt wurde, wo es bis 2012 bestand.
Zusammen mit den benachbarten Gebäuden des Naturkundemuseums, des Konservatoriums Girolamo Frescobaldi und des Boldini-Komplexes ist das Gebäude Teil eines wichtigen städtebaulichen Projekts im Rahmen der Addizione Novecentista, das zur Sanierung eines teilweise heruntergekommenen Gebiets beigetragen hat.
Ursprünglich nach Umberto I. von Savoyen benannt, wurde sie nach dem Zweiten Weltkrieg der antifaschistischen Lehrerin und Schuldirektorin Alda Costa gewidmet.
Heute befindet sich im Gebäude neben der Grundschule die Direktion und das Sekretariat des 2009 gegründeten Istituto Comprensivo Statale „Alda Costa“. welches zur Umstrukturierung des Schulnetzes von Ferrara gegründet wurde.

## Beschreibung
Das Gebäude ist ein Beispiel des italienischen Rationalismus und typisch für seine Entstehungszeit. Die Konstruktion besteht aus Ziegelsteinen mit Terrakotta und zahlreichen Elementen aus grauem Stein und Beton. Das Erscheinungsbild ist monumental mit zahlreichen Fenstern. Das markanteste Element ist der ca. 37 m hohe Turm, der sich harmonisch in die Fassade einfügt.